# バーニング・レイン
バーニング・レイン (Burning Rain)は、アメリカ合衆国のハードロックバンド。
1999年、元ライオン/バッド・ムーン・ライジングのダグ・アルドリッチと、元メデシン・ホイール/サン・キングのボーカルを務めたキース・セント・ジョンにより結成。同年、デビュー・アルバム『バーニング・レイン』を発売し、日本公演を行う。
2000年、セカンド・アルバム『プレジャー・トゥ・バーン』をリリース。
2001年、英国マンチェスターで「Z Rockフェスティバル」、米国での「UltraSound」に出演。
2013年、ショーン・マクナブ（元クワイエット・ライオット、ハウス・オブ・ローズ、ドッケン他）とマット・スター（エース・フレーリー・バンド）を新メンバーとして迎え、13年ぶりのアルバム『エピック・オブセッション』をフロンティアーズ・レコードから発表。更に、初期2作のアルバムも同社からボーナス・トラック付きで再発された。

## メンバー

### 現メンバー
- ダグ・アルドリッチ (Doug Aldrich) - ギター (1998年–2001年, 2013年–2014年, 2018年- )
- キース・セント・ジョン (Keith St. John) - ボーカル (1998年–2001年, 2013年–2014年, 2018年- )
- ブラッド・ラング (Brad Lang) - ベース (2018年- )
- ブラス・エリアス (Blas Elias) - ドラム (2018年- )

### 旧メンバー
- イアン・メイヨー (Ian Mayo) - ベース (1999年–2001年)
- ショーン・マクナブ (Sean McNabb) - ベース (2013年–2014年)
- アレックス・マカロヴィッチ (Alex Makarovich) - ドラム (1999年–2001年)
- マット・スター (Matt Starr) - ドラム (2013年–2014年)

## ディスコグラフィ

### スタジオ・アルバム
- 『バーニング・レイン』 - Burning Rain (1999年)[2]
- 『プレジャー・トゥ・バーン』 - Pleasure To Burn (2000年)
- 『エピック・オブセッション』 - Epic Obsession (2013年)
- 『フェイス・ザ・ミュージック』 - Face The Music (2019年)

## 日本公演
- 1999年

7月16日 Big Cat 大阪、17日 クラブチッタ川崎